# Erbach (Odenwald)
Erbach is een plaats in de Duitse deelstaat Hessen. Het is de Kreisstadt van de Odenwaldkreis. De stad telt 13.813 inwoners.

## Geografie
Erbach heeft een oppervlakte van 61,53 km² en ligt in het centrum van Duitsland, iets ten westen van het geografisch middelpunt.

## Indeling
Sinds 1972 bestaat Kreisstadt Erbach uit 12 delen:
| Kern        | Oppervlakte | Inwonertal |
| ----------- | ----------- | ---------- |
| Bullau      | 9,98 km²    | 410        |
| Dorf-Erbach | 4,08 km²    | 1.610      |
| Ebersberg   | 3,59 km²    | 250        |
| Elsbach     | 3,01 km²    | 120        |
| Erbach      | 10,89 km²   | 8.410      |
| Erbuch      |             | 130        |
| Erlenbach   | 4,28 km²    | 900        |
| Ernsbach    |             | 110        |
| Günterfürst | 4,08 km²    | 760        |
| Haisterbach | 5,88 km²    | 420        |
| Lauerbach   | 2,27 km²    | 400        |
| Schönnen    | 5,53 km²    | 320        |

## Geboren
- George III van Erbach (1548-1605), graaf van Erbach en heer van Breuberg
- Frederik Magnus van Erbach (1575-1618), graaf van Erbach
- Lodewijk I van Erbach (1579-1643), graaf van Erbach
- Oka Nikolov (1974), Duits-Macedonisch voetballer
- Timo Boll (1981), tafeltennisser

## Overleden
- Erasmus van Erbach, (1466-1503), schenk en heer van Erbach-Erbach
- George III van Erbach (1548-1605), graaf van Erbach en heer van Breuberg
- Lodewijk I van Erbach (1579-1643), graaf van Erbach
- Marianne Kraus (1765-1838), kunstschilder en hofdame
- Frederik van Pruisen (1911-1966), Pruisische prins uit het Huis Hohenzollern
- Hans Trippel (1908-2001), auto-ontwerper

## Historie

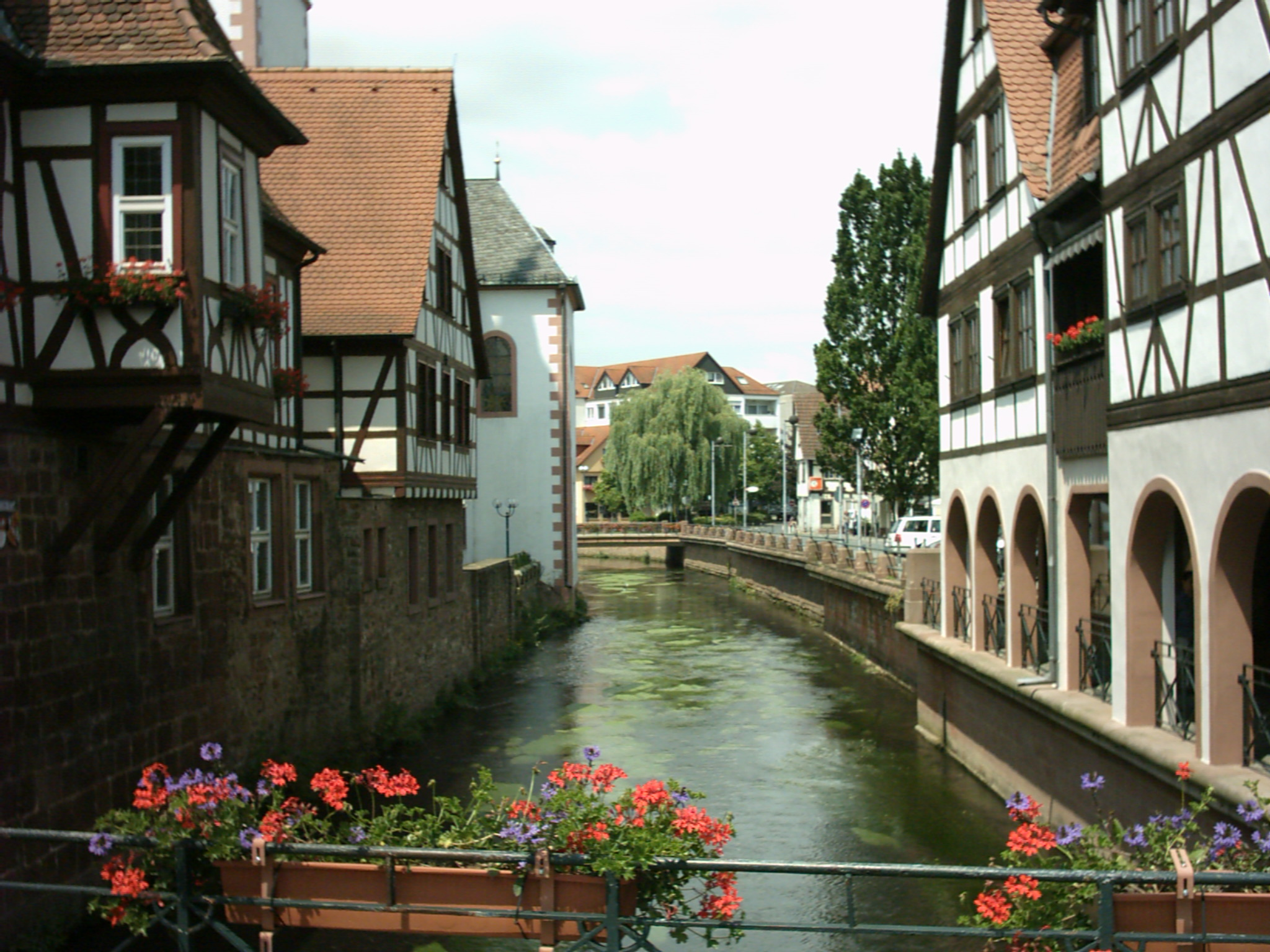
Erbach

Bad König · Beerfelden · Brensbach · Breuberg · Brombachtal · Erbach · Fränkisch-Crumbach · Hesseneck · Höchst im Odenwald · Lützelbach · Michelstadt · Mossautal · Reichelsheim · Rothenberg · Sensbachtal